# Hippase de Métaponte
Hippase de Métaponte est un philosophe et mathématicien grec pythagoricien qui aurait vécu autour de 500 av. J.-C.  Très peu de choses sont connues de sa vie et de sa pensée. Son nom est souvent associé à la découverte de l'existence de grandeurs incommensurables (on dirait aujourd'hui que le rapport de deux telles grandeurs est un nombre irrationnel), ceci suivant des sources tardives. Celles-ci sont cependant peu cohérentes entre elles, et ce que la tradition attribue à Hippase peut résulter d'amalgames avec d'autres personnages.

## Biographie
Hippase de Métaponte est cité une seule fois, brièvement, par Aristote, pour lui attribuer la croyance que le principe cosmique est le feu, semblable à celle d'Héraclite. Les autres sources sont postérieures de plus de quatre siècles : Théon de Smyrne, Jamblique, Boèce, Clément d'Alexandrie, Hipparque, Aetius. Si le plus souvent ces auteurs le disent bien de Metaponte, Jamblique, qui varie suivant ses œuvres, le dit également originaire de Sybaris ou de Crotone.
Hippase de Métaponte fut un disciple de Pythagore ayant vécu à Crotone vers -530 ou à Métaponte vers -500. Il vouait à Pythagore une grande vénération : il ne l'appelait pas par son nom, mais « Le grand homme ». La communauté pythagoricienne distinguait les acousmatiques (plus intéressés par les préceptes moraux, centrés sur l'éthique) et les « mathématiciens » (plus intéressés par les démonstrations scientifiques, centrés sur les mathématiques), soit en degrés initiatiques soit en tendances disciplinaires ; Hippase aurait été le chef de la tendance mathématique, qui comprendra Philolaos, Archytas, Eurytos de Tarente, Eudoxe de Cnide, Cébès.
Il aurait été le maître d'Héraclite (actif vers 504 av. J.-C.).

Hippase aurait enfreint la règle de silence, en divulguant soit l'inscription des pentagones dans le cercle, soit la nature de l'incommensurable et de l'incommensurabilité. Il fut exclu de l'école, et on lui érigea un tombeau pour signifier qu'il était comme mort pour les autres pythagoriciens. Des auteurs rapportent qu'il se serait jeté dans la mer pour se punir, ou même qu'il fut jeté à la mer par ses condisciples. 

« Hippasos était un Pythagoricien, mais, parce qu'il avait été le premier à divulguer par écrit comment on pouvait construire une sphère à partir de douze pentagones, il périt en mer pour avoir commis un acte d'impiété, tout en recevant la gloire comme s'il avait fait la découverte, alors que tout cela vient de « lui ». »

— Jamblique
Proclus attribue à Euclide une interprétation symbolique de la version où celui qui le premier révèle l'irrationalité de la racine de 2 meurt noyé :

« Les auteurs de la légende ont voulu parler par allégorie. Ils ont voulu dire que tout ce qui est irrationnel et privé de formes doit demeurer caché. Que si quelqu'âme veut pénétrer dans cette région secrète et la laisser ouverte, alors elle est entraînée dans la mer du devenir et noyée dans l'incessant mouvement de ses courants. »

— Proclus de Lycie

## Doctrine
Nous ne disposons que de très peu de témoignages concernant sa pensée : ils portent sur la cosmologie, les mathématiques et l'acoustique.

### Cosmologie
Le principe est selon lui, comme pour Héraclite, le feu,. Du feu naissent toutes les choses qui existent par condensation et raréfaction, choses qui se dissolvent ensuite de nouveau dans ce principe. Le Tout (to pân en grec) est un, fini et mû éternellement.
En tant que principe, le feu est divin, et l'âme, en tant qu'elle participe du divin, est donc ignée. Il pensait également que le nombre est « l'organe de décision du dieu artisan de l'ordre du monde » et qu'il est le premier modèle de la création de l'univers.

### Mathématiques
Mathématicien de l'école pythagoricienne, c'est lui qui aurait découvert la construction du pentagone régulier, ainsi que l'incommensurabilité de la diagonale et du côté de cette figure, c'est-à-dire l'irrationalité du nombre d'or. Cette découverte est néanmoins controversée, d'autres imaginent une découverte à l'aide de la diagonale et du côté d'un carré.
La philosophie pythagoricienne prétend que le nombre entier et ses rapports (c'est-à-dire les fractions) expliquent le Monde. La découverte de l'incommensurabilité jeta le trouble dans la confrérie et ouvrit une profonde crise philosophique.

### Acoustique
L’un des principaux centres d'intérêt des Pythagoriciens aura été l'harmonie, c'est-à-dire la théorie arithmétique des intervalles musicaux. On attribue à Hippase une expérience consistant à faire varier l'accord obtenu en faisant sonner simultanément quatre disques de bronze de même diamètre mais d'épaisseurs différentes, expérience par laquelle il aurait établi que les accords consonants correspondent à des rapports d'épaisseur particuliers. L'épaisseur des quatre disques était dans le rapport 1 : 1⅓: 1½: 2..
Selon l'érudit Boèce, Hippase et Euboulidès auraient ajouté deux nouveaux intervalles musicaux aux trois connus jusque-là : la double octave et l'accord de douzième.

### Œuvres d'Hippase de Métaponte
Il n'aurait rien écrit, selon Démétrios de Magnésie cité par Diogène Laërce ; Diogène Laërce lui attribue un Traité mystique qu'il aurait écrit pour s'opposer à Pythagore.

### Sources sur Hippase de Métaponte
- Pierre Pellegrin (dir.), Métaphysique : Aristote, Œuvres complètes, Éditions Flammarion, 2014, 2923 p. (ISBN 978-2-08-127316-0)
- Diogène Laërce, Vies, doctrines et sentences des philosophes illustres [détail des éditions] (lire en ligne), VIII, 84.
- Jamblique, Vie de Pythagore
- Jean-Paul Dumont, Les présocratiques, Gallimard, coll. « Pléiade », 1988, p. 75-81 (textes), 1208-1213 (notes).[réf. incomplète]

### Études sur Hippase de Métaponte
- (en) Walter Burkert, Lore and Science in Ancient Pythagoreanism, 1962, traduit de l'allemand en anglais, Cambridge (Mass.), Harvard University Press, 1972, p. 206-208, 455-461.
- Maurice Caveing, L'irrationalité dans les mathématiques grecques jusqu'à Euclide, Presses universitaires du Septentrion, 1998 (ISBN 2-85939-539-3), p. 103-106.
- (de) B. L. van der Waerden, Die Pythagoreer, Zürich, Artemis-Verlag, coll. « relig. Bruderschaft & Schule der Wiss. », 1979, 505 p. (ISBN 3-7608-3650-X).
- Jean-François Mattéi, Pythagore et les Pythagoriciens, vol. 2732, PUF, coll. « Que sais-je ? », 1993 (ISBN 978-2-13-052459-5).
- André Pichot, La naissance de la science, vol. II : Grèce présocratique, Gallimard, coll. « Folio », 1991 (ISBN 978-2-07-032604-4).